# Коронавірусна хвороба 2019 у Сполучених Штатах Америки
Коронаві́русна хворо́ба 2019 у США — розповсюдження пандемії COVID-19 територією Сполучених Штатів Америки.
Перший випадок появи коронавірусної хвороби було виявлено на території США 15 січня 2020 року. Станом на 20 березня 2020 року, виявлено понад 19000 випадків зараження, понад 100 хворих одужало, понад 200 людей померло. Але вже 26 березня США обігнали Китай і вийшли на перше місце за кількістю інфікованих, а 30 березня кількість інфікованих зросла до 150 000.
28 квітня кількість випадків інфікування зросла до 1 млн.
8 червня кількість випадків інфікування зросла до 2 млн.
9 серпня кількість випадків інфікування перевищила 5 млн
5 листопада в США вперше кількість нових інфікованих перевищила 100 тис осіб за добу, всього 9,4 млн.

## Передумови
За всю історію США, як і сотня інших країн, пережила не одну пандемію і епідемію — іспанський грип 1918 року, азійський грип 1957 року, гонконзький грип 1968 року. У XXI столітті від свинячого грипу 2009 року (H1N1) померло понад 12 000 американців, та ще 200 000 — госпіталізували. Унаслідок пандемії та епідемії Ебола 2014 року, якою заразилася лише невелика кількість американців, Кабінет Барака Обами розширив планування і аналіз захисту населення від епідемій, зосередивши увагу на недоліках у запобіганні спалахів від різних урядів. 2017 року адміністрація Обами проінформувала новообраний Кабінету Дональда Трампа щодо реагування на пандемії на основі змодельованих сценаріїв, хоча, ще до поширення COVID-19 у США, приблизно дві третини чиновників покинули адміністрацію Трампа.
Неопублікований проект плану Пентагону від 6 січня 2017 року, за кілька тижнів до вступу Трампа на посаду, включав моделювання сценарію пандемії, подібної до COVID-19. Він прогнозував брак «лікарняних ліжок, спеціалізованого обладнання, таких як апарати механічної вентиляції легень, та фармацевтичних препаратів, доступних для належного лікування населення під час клінічно-тяжкої пандемії». Деякі коментатори вважали, що Трамп знав або повинен був знати про зазначені в плані попередження.
Розвідувальне співтовариство Сполучених Штатів у своєму щорічному звіті щодо оцінки загрози США за 2017 та 2018 роки зазначили, що нові типи мікробів, які «легко передаються між людьми», залишаються «основною загрозою». Аналогічно, під час Worldwide Threat Assessment 2019 року розвідувальні агентства США попереджали, що «Сполучені Штати й світ вразливі для наступної пандемії грипу чи масштабного спалаху заразного захворювання, що може спричинити збільшення показників смертності чи інвалідності, сильного впливу на світову економіку, обмеженість використання міжнародних ресурсів і посилення закликів підтримки до США».
Інші країни також використовують звіти Worldwide Threat Assessment, формулюючи власні плани щодо можливої пандемії, та визнають, що навіть генетично модифікована хвороба може вбити потенційно тисячі або навіть мільйони. 2019 року в першому щорічному звіті Комітету з моніторингу готовності, організованого Світовим банком та ВООЗ, також описана загроза глобальної пандемії, яка потенційно може вбити десятки мільйонів. Три роки раніше Маргарет Чан, тодішня голова ВООЗ, звернулася до представників 200 країн з охорони здоров'я, зазначивши, що нові захворювання, зміни клімату, нові глобальні транспортні мережі та проблеми з антибіотиками роблять планету зрілою для наступної пандемії.
8 квітня 2020 року ABC News повідомила, що наприкінці листопада 2019 року Національний центр медичної розвідки (NCMI) попередив щодо поширення вірусу з Уханя і «зробив висновки, що це може стати катастрофічною подією». Це ж звучало й на грудневих брифінгах для політиків, і осіб, що приймають рішення у федеральному уряді, а також у Раді національної безпеки США і у Білому будинку. Попередження також з'явилося в щоденному президентському резюме на початку січня 2020 року, яке повинні були проаналізувати й перевіряти кілька тижнів. У сюжеті «ABC» зазначалося, що в інших інформаційних бюлетенях, які опублікованих після звіту NCMI, стверджували, що Китай не надає важливої інформації про епідемію іншим країнам.
Після поширення цієї історії, Пентагон заперечив, що такий звіт існував. Голова NCMI, доктор Р. Шейн Дей, заявила, що листопадовий звіт був «неправильним». Заступник голови Об'єднаного комітету начальників штабів Джон Гайт пізніше сказав, що до січня у звітах розвідки США не було повідомлень щодо спалаху COVID-19. Обговорюючи претензію ABC News, Гайт прокоментував: «Ми передивилися все за листопад і грудень. Першими вказівками, які ми отримали, це повідомлення з Китаю наприкінці грудня, які озвучили на відкритому форумі».

## Перебіг подій

### 2020
Перший випадок нового коронавірусу у США був підтверджений у штаті Вашингтон 21 січня 2020 року.

### Березень
7 березня, після виявлення захворювання у одного з викладачів, Стенфордський університет тимчасово зупинив навчання.
11 березня Всесвітня організація охорони здоров'я (ВООЗ) оголосила Пандеміяю COVID-19, на цей момент в США інфікування зазнали 1285 осіб (8-й показник у світі), з них 36 - померли (7-й показник у світі)
13 березня США ввели надзвичайний стан, а з 17 березня зупинили пасажирське сполучення з Британією.
20 березня було діагностовано вірус у 30-річного громадянина в містечку Еверетт, який приїхав 15 березня з Уханя, КНР. Цього ж дня розпочався спалах у штаті Вашингтон, зафіксувавши 94 інфікованих, з яких 35 з будинку для осіб похилого віку.
22 березня США вийшли на третє місце в світі за кількістю хворих коронавірусом після Китаю та Італії, число інфікованих перевищило 26 тис. осіб, а вже 26 березня - на перше.
До 25 березня найбільша кількість випадків була в штаті Нью-Йорку, 56 % з усіх підтверджених. На 24 березня смертність від COVID-19 становила 1,3 % (у КНР 4 %, в Італії 9,8 %, в Іспанії 7,1 %).
У перші три місяці від початку пандемії зі США виїхали понад 3,4 мільйона громадян КНР, Італії, Іспанії та Великої Британії. З грудня 2019 року по лютий 2020 року до США з КНР прибуло 759 493 осіб, Італії — 343 402, Іспанії — 418 848, Великої Британії — приблизно 1,9 мільйона.
З кінця січня до середини березня уряд США провів низку обмежень для іноземних громадян, що подорожували останні 14 днів КНР, Іраном, Великою Британією, Ірландією, чи однією з 26 країн Шенгенської зони. Громадяни США, що поверталися додому в цей період, повинні обов'язково обстежитися й дотримуватися 14-денного карантину. Також Центри з контролю та профілактики захворювань у США рекомендували утриматися від поїздок до країн, де поширений коронавірус.
Упродовж березня декілька державних, міських і окружних урядів оголосили для населення карантин «залишатися вдома», щоби запобігти розповсюдженню вірусу. Із середини березня всі 50 штатів почали проводити тестування, за дозволом лікаря чи ЦКПЗ, і в комерційних лабораторій. Однак, кількість наборі для тестування обмежена. Через це проблемно було врахувати реальну кількість інфікованих. За рекомендаціями ЦКПЗ лікар повинен спочатку оцінити стан пацієнта перед направленням його на тест. До 12 березня кількість осіб із діагнозом коронавірусної хвороби 2019 становила понад 1000, і кожні дві дня збільшувалася вдвічі. 20 березня було зафіксовано понад 17 тис.
19 березня чиновники адміністрації попередили, що кількість випадків різко збільшиться, бо в країни виріс потенціал для тестування населення. До 25 березня провели від 50 000 до 70 000 тестів на день. 26 березня США з понад 85 тис. випадків стала лідером за кількістю хворих на COVID-19, перевищивши позначки КНР та Італії. 27 березня перетнула межу в 100 000, 1 квітня — у 200 000, 5 квітня — у 300 000, 9 квітня — у 400 000.
26 березня кількість хворих у США перевищила 85000, що за кількістю хворих перевищувало Китай і поставило США на перше місце.

### Квітень
11 квітня США обійшли Італію за кількістю інфікованих, цього дня цей показник сягнув тут 505 тисяч осіб.
13 квітня на всій території США введено режим стихійного лиха.
15 квітня кількість інфікованих зросла до 609 407 — на 26 813 випадків більше, ніж напередодні. Кількість смертей за добу перевищила 2 тисячі, загальна кількість загиблих — 26 тисяч. Одужали майже 50 тисяч хворих.
21 квітня кількість інфікованих зросла до 819 тис. — на 26 тис. випадків більше, ніж напередодні. За добу померло 2804, загальна кількість загиблих — 45 318. Одужали 83 тисячі хворих.
23 квітня в штаті Нью-Йорк рівень зараження вірусом становив 14 %.
24 квітня кількість летальних випадків в США перетнула позначку в 50 тисяч осіб, третина з них — жителі Нью-Йорка, одужали майже 81 тис..
26 квітня кількість інфікованих медиків тільки в штаті Ілінойс досягла 2,5 тисяч. Штат постраждав дуже сильно від коронавірусу — 41 777 випадків зараження. За цей же день померли 80 людей, усього в штаті — 1874. На цей день в США зробили 5 млн тестів — найбільше у світі.
28 квітня кількість випадків інфікування зросла до 1 млн.

### Травень
1 травня протестанти захопили Капітолій штату Мічиган. Вони протестували проти продовження карантину до 28 травня. Деякі з протестантів були озброєні. Губернатор штату пізніше все-таки ухвалила рішення продовжити карантин. Деякі штати почали послаблювати карантин (із 1 травня Техас та ще кілька штатів), інші, де було багато хворих — посилювати.
6 травня президент Трамп заявив, що за наслідками для економіки пандемія коронавірусу має гірші наслідки, ніж трагедія 11 вересня та атака на Перл-Гарбор.
Станом на 8 травня безробіття в США перевищило показники 1940-го року. Кількість безробітних американців у квітні склала 14,7 %, у березні — 4,4 %. Число робочих місць в несільськогосподарських галузях економіки скоротилося на 20,5 млн місць.
Загалом з початку місяця до 9 травня за допомогою через безробіття звернулись ще майже 3 млн американців, далі кількість звільнень продовжила рости схожим темпом, так, до 21 травня ще 2,4 млн американців опинились без роботи, а ВВП США за перший квартал 2020-го року скоротився на 4,8 %.
21 травня у світі кількість інфікованих у США зросла до 1,5 млн. Кількість нових інфікованих зростає за добу на 20 тис. осіб, це менше, тиждень раніше ця кількість була до 30 тис. осіб.
У червні помер 16 річний підліток Андре Гест (Andre Guest). Він перебував вдома і дотримувався всіх необхідних протиепідемічних заходів, але все ж захворів і потрапив до лікарні. Вже в лікарні в нього було виявлено діабет (він був повним і мав зайву вагу). Після двох тижнів перебування в лікарні Андре помер. Він був наймолодших із тих, хто померли в США на той момент.

### Червень
8 червня кількість випадків інфікування зросла до 2 млн. У Нью-Йорку пом'якшили карантин. За цей час в НЙ захворіли 377 тис. чоловік, з них 30 тис. померли, карантин був 78 діб.

### Липень-грудень
9 липня в США було зафіксовано понад 61 тисячу випадків інфікування.
У липні 2020 організація Right to know почала подавати публічні запити до державних установ, щоб отримати дані про походження SARS-CoV-2. Організація також досліджує аварії, витоки та інші випадки в лабораторіях, де зберігаються та модифікуються патогени пандемічного потенціалу, та небезпеки експериментів з навмисним посиленням властивостей патогенів GOF у рамках програми PREDICT.
1 квітня 2020 року через швидке поширення COVID-19 у США, агентство USAID виділило 2.26 мільйона дол. США для екстреного продовження програми моніторингу пандемій за заявою Університету Каліфорнії в Дейвісі.
У липні 2020 була сформована комісія вчених британським медичним журналом Lancet, яка поставила за мету визначити походження COVID-19 та запобігти майбутній пандемії. Журнал заявив, що «докази на сьогоднішній день підтверджують думку», що COVID-19 «є вірусом природного, а не штучного походження».
Станом на початок серпня заразилися коронавірусом 300 тис. дітей, з них 86 — померли.
5 листопада в США вперше кількість нових інфікованих перевищила 100 тис. осіб за добу.

### 2021
Станом на 31 січня в США було введено понад 30 млн доз вакцини з 50 млн отриманих.
У квітні президент Байден заявив, що швидкість розповсюдження нових штамів коронавірусу країною була високою, а протягом 75 днів вакцинацію було проведено 150 млн щеплень. Також на початку квітня в адміністрації Байдена заявили, що COVID-паспорти у країні вводитися не будуть.
13 серпня в США було дозволено щеплення третьою дозою вакцин Pfizer та Moderna для людей з ослабленим імунітетом.
У вересні за даними статистики, на кожні 500 жителів США нараховувалася одна жертва  коронавірусу. Станом на 15 вересня, в США нарахували 664 тис. померлих осіб.

### 2022-2023
Після кількох тижнів гучних акцій протесту далекобійників у Канаді, група американських далекобійників планує провести власну демонстрацію під назвою «Народний конвой». Колона вирушила в середу 23 лютого пізно вранці з Аделанто, Каліфорнія, приблизно в 85 милях на схід від Лос-Анджелеса.
«Єдиний спосіб, як я міг це описати, — це те, що я дуже пишався тим, що я американець, дуже пишався тим, що був частиною цього», — сказав Тревіс Бевелхаймер, далекобійник з Оберліна, штат Канзас, про атмосферу демонстрації, що проїхала Золотою долиною.
На травень 2023 року влада США запланувала скасувати надзвичайну ситуацію щодо коронавірусу, оголошену 2020 року.

## Статистика
| |
| Карта штатів та територій за кількістю хворих <500 випадків 500–999 випадків 1,000–1,999 випадків 2,000–4,999 випадків 5,000–50,000 випадків >50,000 випадків |

|                                                                              |
| Карта штатів та територій за кількістю смертей 1–3 4–6 7–9 10–49 50–250 >250 |

|                                                       |
| Карта округів, де є підтверджені випадки захворювання |

|                                                                                    |
| Кількість тестів, що робляться в США за день§ Data during this period are pending. |

|                                                                                    |
| Кількість хворих (синя лінія) і кількість смертей (червона) на логарифмічній шкалі |

### Кількість хворих за штатом
| Пандемія коронавірусної хвороби 2019 за штатом США | Пандемія коронавірусної хвороби 2019 за штатом США | Пандемія коронавірусної хвороби 2019 за штатом США | Пандемія коронавірусної хвороби 2019 за штатом США | Пандемія коронавірусної хвороби 2019 за штатом США | Пандемія коронавірусної хвороби 2019 за штатом США | Пандемія коронавірусної хвороби 2019 за штатом США |
| Штат або територія                                 | Штат або територія                                 | Хворі                                              | Смерті                                             | Одужавші                                           | Зараз хворіє                                       | Джерело                                            |
| 55 / 56                                            | 55 / 56                                            | 189618                                             | 4079                                               | 7109                                               | 160509                                             | Джерело                                            |
| -------------------------------------------------- | -------------------------------------------------- | -------------------------------------------------- | -------------------------------------------------- | -------------------------------------------------- | -------------------------------------------------- | -------------------------------------------------- |
|                                                    | Алабама                                            | 7294                                               | 289                                                |                                                    | 1019                                               | [ 87 ]                                             |
|                                                    | Аляска                                             | 364                                                | 9                                                  | 254                                                | 36                                                 | [ 88 ]                                             |
|                                                    | Американське Самоа                                 | 0                                                  | 0                                                  |                                                    |                                                    |                                                    |
|                                                    | Аризона                                            | 7962                                               | 330                                                |                                                    | 1169                                               | [ 89 ]                                             |
|                                                    | Арканзас                                           | 3310                                               | 64                                                 | 1985                                               | 414                                                | [ 90 ] [ 91 ]                                      |
|                                                    | Каліфорнія                                         | 50442                                              | 2073                                               | –                                                  |                                                    | [ 92 ]                                             |
|                                                    | Колорадо                                           | 15768                                              | 820                                                |                                                    | 2747                                               | [ 93 ]                                             |
|                                                    | Коннектикут                                        | 28764                                              | 2339                                               |                                                    |                                                    | [ 94 ]                                             |
|                                                    | Делавер                                            | 4918                                               | 159                                                | 1403                                               |                                                    | [ 95 ]                                             |
|                                                    | Округ Колумбія                                     | 4658                                               | 231                                                | 666                                                |                                                    | [ 96 ]                                             |
|                                                    | Флорида                                            | 34728                                              | 1314                                               |                                                    | 5767                                               | [ 97 ] [ 98 ]                                      |
|                                                    | Джорджія                                           | 27494                                              | 1167                                               |                                                    | 5311                                               | [ 99 ]                                             |
|                                                    | Гуам                                               | 145                                                | 5                                                  | 131                                                |                                                    | [ 100 ]                                            |
|                                                    | Гаваї                                              | 618                                                | 16                                                 | 526                                                | 70                                                 | [ 101 ] [ 102 ]                                    |
|                                                    | Айдахо                                             | 1984                                               | 60                                                 | 1121                                               | 175                                                | [ 103 ] [ 104 ]                                    |
|                                                    | Іллінойс                                           | 56055                                              | 2457                                               |                                                    |                                                    | [ 105 ]                                            |
|                                                    | Індіана                                            | 17835                                              | 1007                                               |                                                    |                                                    | [ 106 ]                                            |
|                                                    | Айова                                              | 7145                                               | 162                                                | 2697                                               |                                                    | [ 107 ]                                            |
|                                                    | Канзас                                             | 4449                                               | 130                                                |                                                    | 534                                                | [ 108 ]                                            |
|                                                    | Кентуккі                                           | 4708                                               | 240                                                | [ ii ]                                             |                                                    | [ 110 ] [ 111 ]                                    |
|                                                    | Луїзіана                                           | 28001                                              | 1862                                               |                                                    | –                                                  | [ 112 ]                                            |
|                                                    | Мен                                                | 1095                                               | 53                                                 | 631                                                | 170                                                | [ 113 ]                                            |
|                                                    | Меріленд                                           | 21742                                              | 1047                                               | 1432                                               | 4559                                               | [ 114 ]                                            |
|                                                    | Массачусетс                                        | 64311                                              | 3716                                               | –                                                  | 6169                                               | [ 115 ]                                            |
|                                                    | Мічиган                                            | 42356                                              | 3866                                               | [ iii ]                                            | –                                                  | [ 117 ]                                            |
|                                                    | Міннесота                                          | 5136                                               | 343                                                | 2172                                               | 1044                                               | [ 118 ]                                            |
|                                                    | Міссісіпі                                          | 6815                                               | 261                                                |                                                    |                                                    | [ 119 ]                                            |
|                                                    | Міссурі                                            | 7582                                               | 329                                                |                                                    |                                                    | [ 120 ] [ 121 ]                                    |
|                                                    | Монтана                                            | 453                                                | 16                                                 | 392                                                | 61                                                 | [ 122 ]                                            |
|                                                    | Небраска                                           | 4281                                               | 70                                                 |                                                    |                                                    | [ 123 ]                                            |
|                                                    | Невада                                             | 4998                                               | 243                                                |                                                    |                                                    | [ 124 ]                                            |
|                                                    | Нью-Гемпшир                                        | 2054                                               | 66                                                 | 980                                                | 259                                                | [ 125 ]                                            |
|                                                    | Нью-Джерсі                                         | 121190                                             | 7538                                               | –                                                  | –                                                  | [ 126 ] [ 127 ]                                    |
|                                                    | Нью-Мексико                                        | 3411                                               | 123                                                |                                                    |                                                    | [ 128 ]                                            |
|                                                    | Нью-Йорк                                           | 308314                                             | 18610                                              | –                                                  | [ vi ]                                             | [ 130 ] [ 131 ]                                    |
|                                                    | Північна Кароліна                                  | 10509                                              | 378                                                |                                                    |                                                    | [ 132 ]                                            |
|                                                    | Північна Дакота                                    | 1067                                               | 19                                                 | 458                                                | 85                                                 | [ 133 ]                                            |
|                                                    | Північні Маріанські Острови                        | 14                                                 | 2                                                  | 12                                                 |                                                    | [ 134 ]                                            |
|                                                    | Огайо                                              | 18027                                              | 975                                                |                                                    | 3533                                               | [ 135 ]                                            |
|                                                    | Оклахома                                           | 3618                                               | 222                                                | 2401                                               | –                                                  | [ 136 ]                                            |
|                                                    | Орегон                                             | 2510                                               | 103                                                |                                                    | 578                                                | [ 137 ]                                            |
|                                                    | Пенсільванія                                       | 46971                                              | 2354                                               |                                                    |                                                    | [ 138 ]                                            |
|                                                    | Пуерто-Рико                                        | 1539                                               | 92                                                 |                                                    |                                                    | [ 130 ] [ 139 ]                                    |
|                                                    | Род-Айленд                                         | 8621                                               | 266                                                |                                                    |                                                    | [ 140 ]                                            |
|                                                    | Південна Кароліна                                  | 6095                                               | 244                                                |                                                    | –                                                  | [ 141 ]                                            |
|                                                    | Південна Дакота                                    | 2449                                               | 17                                                 | 1573                                               | 173                                                | [ 142 ]                                            |
|                                                    | Теннессі                                           | 10735                                              | 199                                                | 5338                                               | 1045                                               | [ 143 ]                                            |
|                                                    | Техас                                              | 28087                                              | 782                                                | 13 353                                             | –                                                  | [ 144 ]                                            |
|                                                    | Юта                                                | 4672                                               | 46                                                 | 1939                                               | 390                                                | [ 145 ]                                            |
|                                                    | Американські Віргінські Острови                    | 66                                                 | 4                                                  | 51                                                 |                                                    | [ 146 ]                                            |
|                                                    | Вермонт                                            | 866                                                | 49                                                 |                                                    |                                                    | [ 147 ]                                            |
|                                                    | Вірджинія                                          | 15846                                              | 552                                                |                                                    | 2322                                               | [ 148 ]                                            |
|                                                    | Вашингтон                                          | 14070                                              | 801                                                |                                                    |                                                    | [ 130 ] [ 149 ]                                    |
|                                                    | Західна Вірджинія                                  | 1125                                               | 44                                                 | 555                                                |                                                    | [ 150 ]                                            |
|                                                    | Вісконсин                                          | 6854                                               | 316                                                |                                                    | 1512                                               | [ 151 ] [ 152 ]                                    |
|                                                    | Вайомінг                                           | 559                                                | 7                                                  | 373                                                | 56                                                 | [ 153 ]                                            |
| Станом на 1 травня 2020 (UTC)                      |                                                    |                                                    |                                                    |                                                    |                                                    |                                                    |
| 1. 2. 3. 4. 5. 6.                                  |                                                    |                                                    |                                                    |                                                    |                                                    |                                                    |

CDC публікує офіційну кількість заражених кожен понеділок, середу та п'ятницю, повідомляючи про декілька категорій випадків: мандрівники, люди, які захворіли на хворобу від інших людей у США, та громадяни, які повернулися до США з заражених місць, наприклад Ухань, звідки виникла хвороба, і круїзний лайнер Diamond Princess.

### Графіки
Нижче приведена діаграма, що відображає тенденцію захворюваності COVID-19 у США. У діаграмі використовується логарифмічна шкала.

### Статистика загиблих
Станом на 22 липня:
| Вік                            | кількість смертей | частка серед усіх смертей (%) |
| ------------------------------ | ----------------- | ----------------------------- |
| До 1 р.                        | 11                | 0.008%                        |
| 1-4 р.                         | 9                 | 0.007%                        |
| 5-14 р.                        | 16                | 0.012%                        |
| 15-24 р.                       | 190               | 0.15%                         |
| 25-34 р.                       | 935               | 0.72%                         |
| 35-44 р.                       | 2,411             | 1.85%                         |
| 45-54 р.                       | 6,566             | 5.04%                         |
| 55-64 р.                       | 15,880            | 12.19%                        |
| 65-74y                         | 27,166            | 20.86%                        |
| 75-84 р.                       | 34,398            | 26.41%                        |
| 85+ р.                         | 42,663            | 32.76%                        |
| Усього                         | 130,245           | 100%                          |
| Джерело: U.S. CDC, 2020/07/22. |                   |                               |